# Генрих Вальпот фон Бассенхайм
Генрих Вальпот фон Бассенхайм (нем. Heinrich Walpot von Bassenheim или нем. Henry Walpot, умер в 1200 году в Акре) — первый в истории великий магистр Тевтонского ордена в 1198—1200 годах.
Происходил из известного рейнского дворянского рода Вальпот фон Бассенхайм, названных так от имени владения Вальдмансхаузен (нем. Waldmannshausen), расположенного в настоящее время в общине Эльбталь под Хадамаром и Бессенхаймом. Из-за недостатка в информации по истории ордена в этот период, биография Генриха Вальпота основана, в основном, на исторических теориях, нежели на твёрдых фактах.
По одной из версий, Генрих Вальпот и прецептор тевтонского госпиталя Генрих, находившийся у руководства с 1196 по 1198 год — один и тот же человек. Так или иначе, но с именем Генриха Вальпота связано рождение в Европе новой силы — рыцарского Тевтонского ордена. В 1199 году он получил от великого магистра ордена Тамплиеров Жильбера Эраля копию Устава ордена Тамплиеров. Устав Тевтонского ордена во многом основывался именно на этом документе. Кроме этого, Генрих Вальпот получил поддержку Папы Римского Иннокентия III.
Генрих Вальпот фон Бассенхайм умер в 1200 году и был похоронен в Акре.